# Куттибай
Куттиба́й (каз. Құттыбай) — село у складі Шетського району Карагандинської області Казахстану. Входить до складу Шетського сільського округу.
Населення — 26 осіб (2021; 74 у 2009, 221 у 1999, 323 у 1989).
Національний склад станом на 1989 рік:
- казахи — 100 %.

Станом на 1989 рік село називалось Кутибай.